# 張鵬 (景泰進士)
張鵬（1420年—1491年），字騰霄，號拙庵，直隸淶水縣人。明朝政治人物，景泰辛未進士，官至兵部尚書。

## 生平
景泰二年（1451年），張鵬中進士，授監察御史，出按大同、宣府。
天順元年（1457年），同官楊瑄劾石亨、曹吉祥，連坐下獄，戍遼東，再改南丹。
明憲宗立，召復原官，超擢福建按察使。成化四年，以右僉都御史巡撫廣西，剿寇有功。后改漕運總督，兼撫淮、揚四府。尋解漕務，專理巡撫。隨後進為南京副都御史，巡撫寧夏。召還，升任兵部侍郎。成化十八年，升任兵部尚書。不久加太子少保。弘治四年（1491年）去世，諡懿簡。

## 墓葬
墓在縣西徐家莊，清道光初為村人盜掘，為知縣何繼志抓獲法辦。

## 佚事
《菽園雜記》載張鵬從臀部掏出肉紅線五六寸，結果生瘡臥病之事。